# 郭家驥
郭家驥（1870年—1931年）字稚良，號秋坪。順天府宛平县人。清末翻译家、官员。

## 生平
郭家驥毕业于京师同文館法語科。1890年隨薛福成出使，任駐英国使館翻譯學生，为黄遵憲的同事。1894年。張之洞将其調到江寧洋務局辦洋務，当時黄遵憲任江寧洋務局總辦。曾任《時務報》法文翻譯。黄遵憲称其“志趣好，性又耿介”，親自
邀请他赴《時務報》館任職。後来，郭家驥历任中国駐葡萄牙使館代辦、京師譯學館法文教習。辛亥革命後，在中华民国外交部任职。

## 著作
- 《革雷德志略》[1]